# De avonturen van de 3L
De avonturen van de 3L (Frans: Les 3 A) is een Belgische stripreeks die liep tussen 1962 en 1967 in het weekblad Kuifje. De stripreeks werd geschreven door André-Paul Duchâteau onder het pseudoniem Michel Vasseur en getekend door Jean Mariette onder het pseudoniem Mittéï en door Gilbert Gascard, beter bekend onder zijn pseudoniem Tibet.

## Inhoud
De avonturen van de 3L gaan over de avonturen van drie jongens bij de scouting genaamd Leo, Lukas en Leendert. Leo is een sportieve doener, Lukas een denker en Leendert een mopperende luiaard. Het drietal lost in elk avontuur een mysterie op, waarbij Leendert zorgt voor een komische noot.

## Publicatiegeschiedenis
Het weekblad Kuifje zag dat het concurrerende weekblad Robbedoes veel succes oogstte met de in 1954 gelanceerde stripreeks De Beverpatroelje, getekend door Mitacq op scenario van Jean-Michel Charlier, en besloot dat er ook een reeks met padvinders in de hoofdrol in hun blad moest verschijnen. Om deze strip te maken werd een beroep gedaan op het trio dat de succesreeks Rik Ringers maakte. André-Paul Duchâteau verzorgde het scenario, Tibet de personages en Mittéï de decors.
De 3L hadden hun eerste optreden in het weekblad Kuifje in april 1962. Tibets naam bleef onvermeld, omdat Tibet ook Mittéï een eigen succesreeks gunde en er al meerdere succesvolle reeksen van hem in het blad verschenen. Duchateau koos ervoor het nieuwe pseudoniem Michel Vasseur te gebruiken. De reeks scoorde hoog in de lezerenquetes. In 1967 besloot de uitgever Raymond Leblanc echter te stoppen met De avonturen van de 3L omdat de reeks Rik Ringers een veel groter succes was en meer ruimte in het blad moest krijgen.
| Nr. | Orig.   | Titel                         | Tekenaar | Scenarist      | Aantal pagina's | Jaar | 1e publicatie                      | Franse titel                  |
| --- | ------- | ----------------------------- | -------- | -------------- | --------------- | ---- | ---------------------------------- | ----------------------------- |
| 1   | 1962-04 | De wijze van Esbjorg          | Mittéï   | Michel Vasseur | 30              | 1962 | Kuifje 1962 nrs. 14-28             | Le mage de Castelmont         |
| 2   | 1962-10 | Spoken in de grot             | Mittéï   | Michel Vasseur | 30              | 1962 | Kuifje 1962 nr. 44 t/m 1963 nr. 6  | La grotte aux esprit          |
| 3   | 1963-04 | De uil roept drie maal        | Mittéï   | Michel Vasseur | 30              | 1963 | Kuifje 1963 nrs. 14-28             | La chouette criera 3 fois     |
| 4   | 1963-11 | Schipbreukelingen in de mist  | Mittéï   | Michel Vasseur | 30              | 1963 | Kuifje 1963 nr. 45 t/m 1964 nr. 6  | Les naufrageurs de la brume   |
| 5   | 1964-05 | De vuurproef                  | Mittéï   | Michel Vasseur | 30              | 1964 | Kuifje 1964 nrs. 18-32             | L' épreuve du feu             |
| 6   | 1965-12 | Het geheim van de rode rotsen | Mittéï   | Michel Vasseur | 30              | 1965 | Kuifje 1964 nr. 50 t/m 1965 nr. 12 | Le secret des falaises rouges |
| 7   | 1965-08 | Signaal in de nacht           | Mittéï   | Michel Vasseur | 30              | 1965 | Kuifje 1965 nr. 31 t/m 1966 nr. 25 | Signaux dans la nuit          |
| 8   | 1966-04 | Schatgravers in Bonifacio     | Mittéï   | Michel Vasseur | 30              | 1966 | Kuifje 1966 nrs. 17-25             | Abordage à Bonifacio          |
| 9   | 1967-04 | Het is een loterij            | Mittéï   | Michel Vasseur | 7               | 2021 | Het is een loterij (BD Must, 2021) | Le billet gagnant             |

## Albums
Uitgeverij Le Lombard bracht tussen 1966 en 1977 zeven lange verhalen uit in zijn Favorietenreeks, in een andere volgorde dan de volgorde van publicatie. Het achtste lange verhaal werd in zwartwit uitgeven door uitgeverij Paul Rijperman in de reeks Bunzing in 1982.
Op 17 september 2021 bracht uitgeverij BD Must een pakket uit met de acht lange verhalen als album met harde kaft in een gelimiteerde oplage van 300 exemplaren en het kortverhaal in een klein oblong softcoveralbum in een oplage van 70 exemplaren. Beide oplages zijn genummerd.
| Jaar | Titel                         | Reeks / nr.                       | Uitgever                       | Tekenaar(s)    | Schrijver(s)    |
| ---- | ----------------------------- | --------------------------------- | ------------------------------ | -------------- | --------------- |
| 1966 | Schipbreukelingen in de mist  | Favorietenreeks nr. 1             | Le Lombard / Van der Hout & Co | Mittéï         | Michel Vasseur  |
| 1968 | De vuurproef                  | Favorietenreeks nr. 15            | Le Lombard / Van der Hout & Co | Mittéï         | Michel Vasseur  |
| 1969 | Het geheim van de rode rotsen | Favorietenreeks nr. 22            | Le Lombard / Helmond           | Mittéï         | Michel Vasseur  |
| 1970 | Signaal in de nacht           | Favorietenreeks nr. 31            | Le Lombard / Helmond           | Mittéï         | Michel Vasseur  |
| 1970 | Schipbreukelingen in de mist  | Nestle                            | Le Lombard                     | Mittéï         | Michel Vasseur  |
| 1971 | Schatgravers in Bonifacio     | Favorietenreeks (2e reeks) nr. 5  | Le Lombard / Helmond           | Mittéï         | Michel Vasseur  |
| 1976 | De wijze van Esbjorg          | Favorietenreeks (2e reeks) nr. 46 | Le Lombard / Helmond           | Mittéï         | Michel Vasseur  |
| 1977 | Spoken in de grot             | Favorietenreeks (2e reeks) nr. 50 | Le Lombard / Helmond           | Mittéï         | Michel Vasseur  |
| 1982 | De uil roept drie maal        | Bunzing nr. 4                     | Paul Rijperman                 | Mittéï         | Michel Vasseur  |
| 2021 | De wijze van Esbjorg          | De avonturen van de 3L nr. 1      | BD Must                        | Tibet & Mittéï | A.-P. Duchateau |
| 2021 | Spoken in de grot             | De avonturen van de 3L nr. 2      | BD Must                        | Tibet & Mittéï | A.-P. Duchateau |
| 2021 | De uil roept drie maal        | De avonturen van de 3L nr. 3      | BD Must                        | Tibet & Mittéï | A.-P. Duchateau |
| 2021 | Schipbreukelingen in de mist  | De avonturen van de 3L nr. 4      | BD Must                        | Tibet & Mittéï | A.-P. Duchateau |
| 2021 | De vuurproef                  | De avonturen van de 3L nr. 5      | BD Must                        | Tibet & Mittéï | A.-P. Duchateau |
| 2021 | Het geheim van de rode rotsen | De avonturen van de 3L nr. 6      | BD Must                        | Tibet & Mittéï | A.-P. Duchateau |
| 2021 | Signaal in de nacht           | De avonturen van de 3L nr. 7      | BD Must                        | Tibet & Mittéï | A.-P. Duchateau |
| 2021 | Schatgravers in de Bonifacio  | De avonturen van de 3L nr. 8      | BD Must                        | Tibet & Mittéï | A.-P. Duchateau |
| 2021 | Het is een loterij            | Gold Cover                        | BD Must                        | Tibet & Mittéï | A.-P. Duchateau |